# Pwd

În Unix și în alte sisteme de operare, comanda pwd (prescurtare din engleză de la print working directory = „tipărește directorul de lucru”) este folosită pentru a afișa calea directorului de lucru actual.
Comanda este conținută în anumite shell-uri (interpretoare) Unix, cum ar fi sh și bash. Poate fi implementată ușor cu funcțiile POSIX C getcwd() sau getwd().
Comanda echivalenta în DOS (COMMAND.COM) și Microsoft Windows (cmd.exe) este comanda „cd” fără argumente. Windows PowerShell oferă drept echivalent „Get-Location” cu aliasurile standard „gl” și „pwd”. Echivalentul în OpenVMS este „show default”.

## Exemplu
Dacă într-un terminal se introduce următoarea comandă:
```
$
 
pwd

```

atunci calculatorul afișează directorul actual în care se află utilizatorul, de ex.
/home/proiecte.